# Горный гид

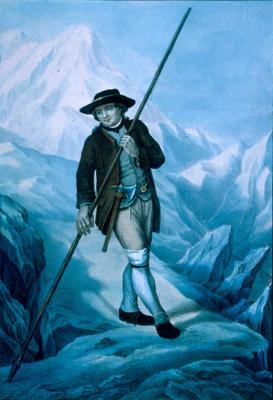
Жак Бальма (1762—1834) — савойский горный проводник и человек, считающийся одним из первых альпинистов в мире

Горный гид (горный проводник) — альпинист-профессионал, на платной основе обеспечивающий организацию безопасного достижения заявленных клиентом/клиентами целей, так или иначе связанных с пребыванием в горах, например, восхождение на вершину, проведение трекинга или горного похода, а также их возможных вариаций.
Профессия горного гида, по существу, является естественной трансформацией профессии горного проводника, которая появилась, как считается, в Альпах ещё в XII—XIII веках, и её представители занимались проводкой торговых караванов через горные перевалы. Наибольший всплеск престижа и популярности этой профессии связывают с естественным ростом интереса к Альпам, которые к концу XVIII века перестали считаться терра инкогнита среди представителей европейской знати, среднего класса, бомонда, науки и т. п., и, особенно, с появлением альпинизма, отправной точкой зарождения которого считается первое восхождение на Монблан, совершённое проводником Жаком Бальма вместе со швейцарским врачом Мишелем Паккардом 8 августа 1786 года.
В настоящее время это узкоспециализированная профессия, представители которой, в зависимости от конкретной квалификации, должны обладать не только исключительными навыками передвижения по любому горному рельефу, но и быть специалистами в лавиноведении, горной метеорологии, оказании первой медицинской помощи, проведении горноспасательных работ, прекрасно владеть горными лыжами, а также несколькими языками.

## История
Предтечами современных горных гидов были, как правило, сильные и выносливые аборигены (фермеры, пастухи, охотники) горных районов Альп, прекрасно ориентирующиеся на местности, и по мере необходимости занимавшиеся проводкой через районы проживания торговых караванов или пилигримов. С началом эпохи Просвещения Альпы, во многом благодаря представителям европейской науки и искусства, перестали считаться терра инкогнита, и этот малоизученный регион стал популярен как объект туризма среди жителей равнинных территорий Европы, особенно представителей среднего класса. Только Шамони — деревушку у подножия Монблана — в начале XIX века ежегодно посещали от 2500 до 3000 человек. Рост туристического потенциала Альп напрямую коснулся и популярности профессии горных проводников, на первых порах чей функционал большей частью ограничивался исключительно проводкой состоятельных клиентов по несложным (за редким исключением) обзорным горным маршрутам с одновременной переноской их багажа.

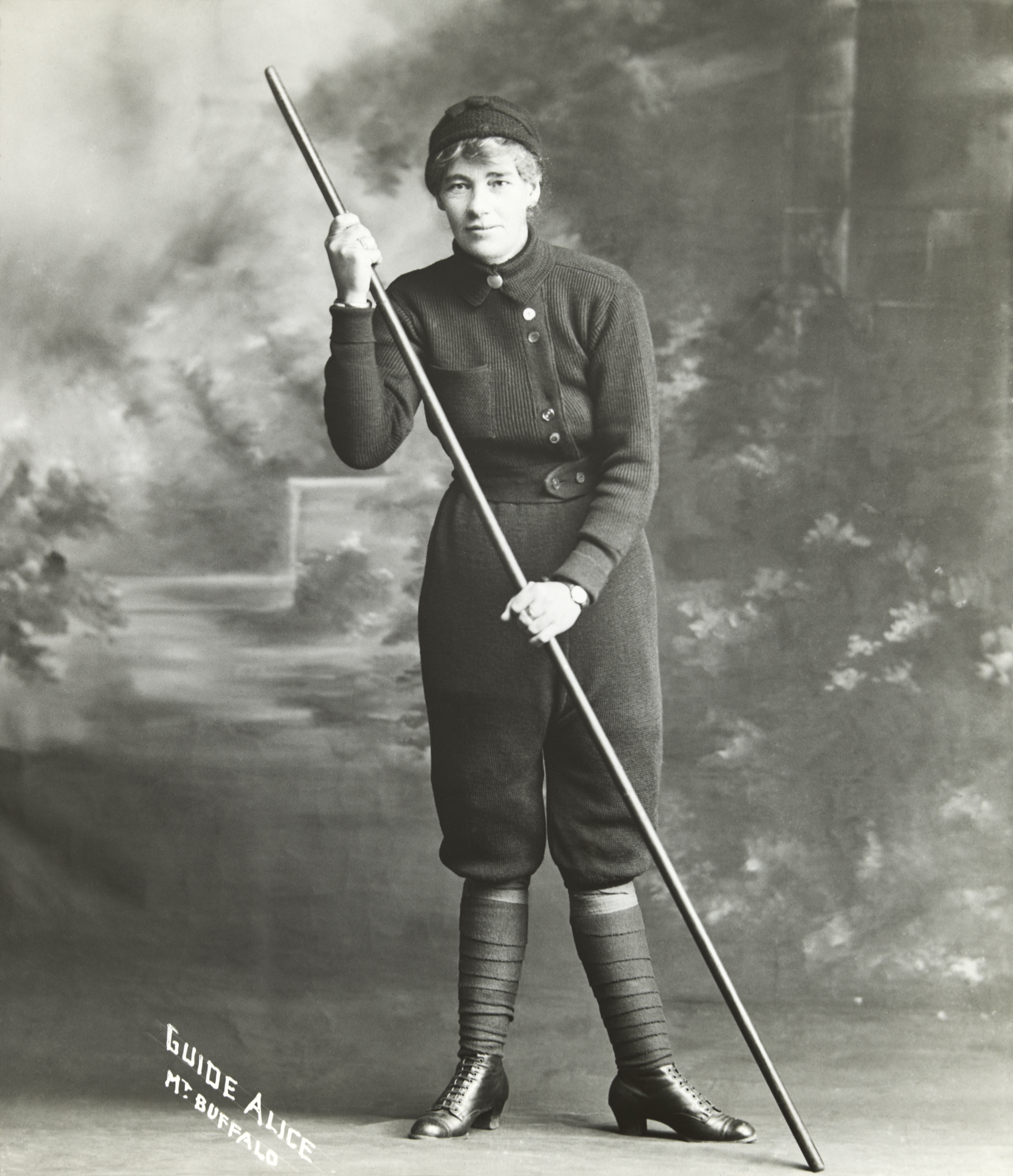
Элис Мэнфилд (1878—1960) — австралийская горная проводница, натуралистка и фотограф, первая женщина этой профессии, а также первая женщина современного западного мира, сделавшая брюки своей повседневной одеждой. На фото она в экипировке собственного пошива

С рождением альпинизма, датой которого считается первое восхождение на Монблан, совершённое проводником Жаком Бальма вместе со швейцарским врачом Мишелем Паккардом 8 августа 1786 года, квалификация проводников в довольно короткие сроки вышла на новый уровень — проводники начали водить клиентов на вершины альпийских гор, но при этом их специализация оставалась сугубо «локальной» — в каждом районе, как пишет П. П. Захаров, «который имел в своём „активе“ известную вершину, появлялись свои „звезды“…», с которыми предпочитали иметь дело клиенты, а в свою очередь проводники предпочитали работать с клиентами исходя из личных предпочтений как независимые предприниматели без каких-либо обязательств и без подтверждения профессиональной квалификации.
Летом 1821 года решением властей Шамони на фоне растущего спроса на услуги проводников, квалификация которых далеко не всегда соответствовала ими заявленной, и одним из катализаторов которого стала гибель в лавине при восхождении на Монблан трёх местных жителей 18 августа 1820 года, сопровождавших доктора Иосифа Гамеля, была создана первая Ассоциация горных гидов (фр. La Compagnie des Guides de Chamonix), которая определила единые квалификационные требования, предъявляемые к горным проводникам, единые правила оказания услуг и их расценки, а также обеспечила равные возможности для всех местных «игроков» на этом рынке. С появлением этого института клиенты больше не могли выбирать гидов самостоятельно — проводников, а также их число на одного клиента (исходя из сложности задачи) определяла Ассоциация. Она же ограничивала присутствие в регионе гидов не местного происхождения. Ещё одним нововведением организации стало добровольное страхование жизни и здоровья гидов, однако только к концу века этот финансовый инструмент стал более-менее эффективным. Аналогичные структуры были со временем созданы в Берне (1856) и Вале (1857), а ещё позже практически повсеместно.
Тем не менее вплоть до середины XIX века альпийские гиды с «профессиональной» точки зрения в своём подавляющем большинстве всё ещё оставались представителями приземлённых профессий — фермерами или скотоводами, а их заработок на этом поприще носил преимущественно сезонный или временный характер, и, как следствие, уровень альпинистской подготовки был достаточно низок, — в отсутствие спроса не было и причин для саморазвития. По статистике до начала 1850-х годов из 82 четырёхтысячников Альп были покорены всего 13 вершин, а основным видом деятельности горных гидов до этого времени была транспортировка багажа клиентов (а нередко и их самих), которые предпочитали путешествовать с привычным уровнем комфорта, «рубка» ступеней на снежном или ледовом рельефе, готовка еды и пр. И именно поэтому одним из обязательных условий Compagnie des Guides de Chamonix было сопровождение одного клиента несколькими членами ассоциации.

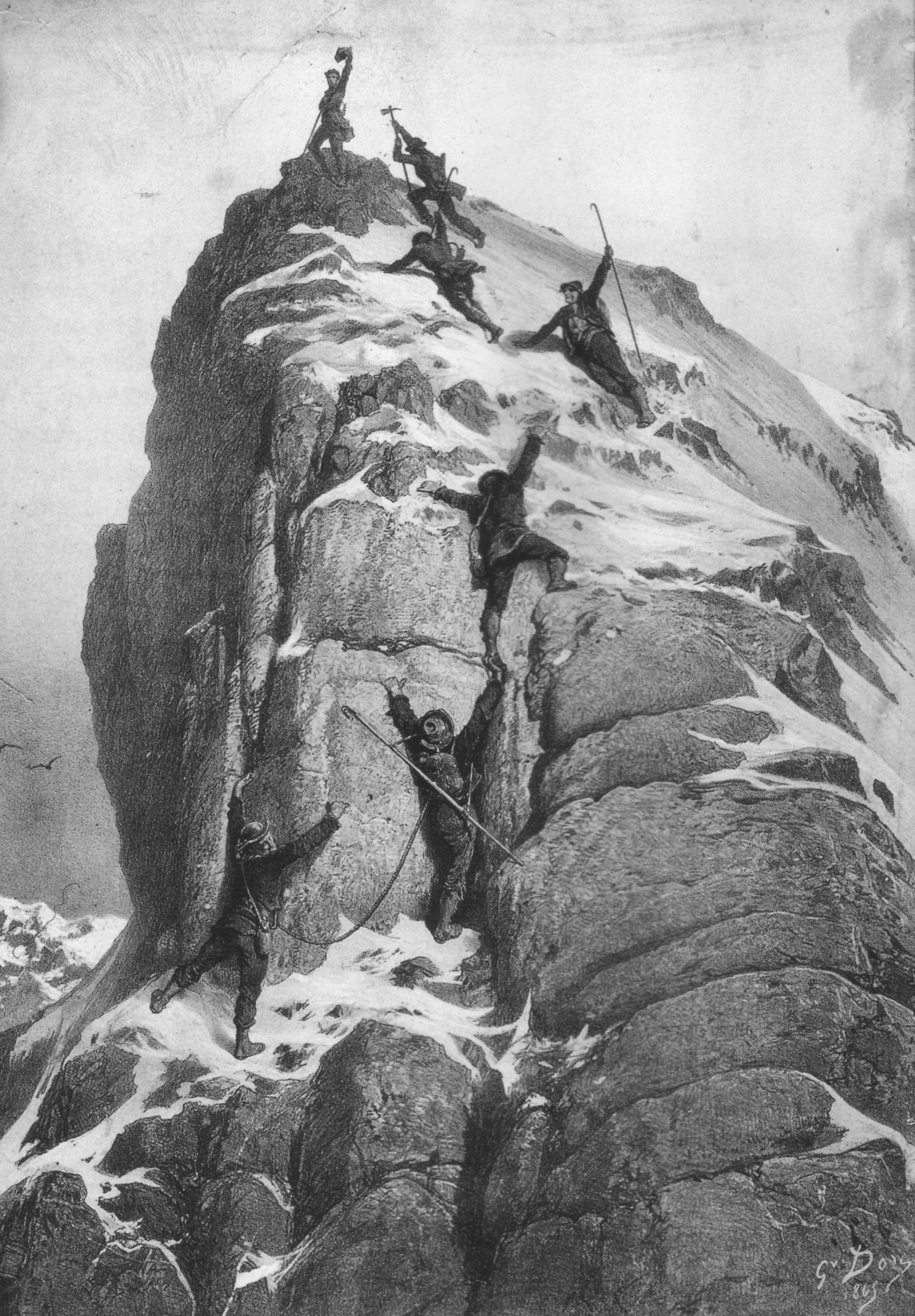
Первое восхождение на Маттерхорн

Ключевым этапом становления профессии историки называют «Золотой век альпинизма», началом которого принято считать первое восхождение на Веттерхорн Альфредом Уиллсом в 1854 году и который завершился восхождением Эдуарда Уимпера на Маттерхорн 14 июля 1865 года. Именно в этот период произошёл качественный рост профессионального мастерства горных гидов, который напрямую связан с экспоненциальным ростом влияния британцев и их горной школы в Альпах. За это десятилетие британские альпинисты совместно с местными проводниками совершили первовосхождения на тридцать четыре альпийских четырёхтысячника, из 64 групп, штурмовавших в этот же период Монблан, шестьдесят были британскими, и по статистике на 1865 год из 35 восходителей, поднявшихся на его вершину, был 31 англичанин. Как писал Готтлиб Штудер, один из основателей Швейцарского альпийского клуба: «… тяга к рискованным путешествиям стала тогда едва ли не модным трендом, и бесстрашные выходцы туманного Альбиона служат ярким тому примером для всех остальных. Для швейцарцев было почти немыслимым подняться на ледовый перевал или вершину горы, которые, по его мнению, были не пройдены, не услышав от своего гида, что он уже сводил туда англичанина». Британские альпинисты со своим массовым в этот период запросом на непройденные ранее вершины и предъявляемыми к гидам требованиям стимулировали последних или совершенствовать своё и спортивное мастерство и культуру общения с клиентами, или же уходить с рынка.
Ещё одним фактором, пусть и не очевидным поначалу, стало образование в этот же период профессиональных объединений самих альпинистов, первым из которых стал Британский альпклуб (1857) (позже Австрийский альпклуб (OAV, 1862), Швейцарский альпклуб (SAC, 1863), Итальянский альпклуб (CAI, 1863), а ещё позже немецкий (DAV, 1869) и французский (CAF, 1874)). Все эти объединения со временем сформировали собственные системы требований, предъявляемые к профессиональной квалификации горных гидов, методики их подтверждения, а также собственные национальные школы их подготовки (с соответствующей сертификацией). Ещё одним следствием создания региональных альпклубов, многие из членов которых были публичными персонами, стал очередной всплеск роста популярности Альп среди туристов: так в 1865 году то же Шамони посетило уже почти 12 000 туристов (а пропорционально выросло и число гидов: с 46 человек в 1821 году до 298 в 1898-м), а их тесное взаимодействие с ассоциациями горных гидов на профессиональном поприще привело к созданию к началу XX века достаточно гармоничной системы коммерческого альпинизма, естественной трансформацией которой стало появление международных альпинистских институтов.

## Международная федерация ассоциаций горных гидов
В 1965 году была создана Международная федерация ассоциаций горных гидов (International Federation of Mountain Guides Associations (IFMGA), фр. аббревиатура UIAGM, немецкая — IVBV), в число членов которой на первых порах вошли национальные ассоциаций горных гидов Италии, Франции, Швейцарии и Австрии. Основными декларированными в 1966 году задачами организации являются разработка единых стандартов и правил работы горных гидов, требований к их подготовке и соответствующей сертификации, и, как следствие, обеспечение возможности беспрепятственной работы за пределами своих стран.
По состоянию на начало 2024 года членами IFMGA являются ассоциации горных гидов 25 стран из Европы, Азии, Америки (Южной и Северной) и Океании (Россия пока в их число не входит), а общее число гидов, прошедших подготовку в ассоциациях стран, входящих в IFMGA, более 6000. Сертификаты международного образца позволяют им официально работать во всех странах, входящих в Федерацию, благодаря чему иметь не сезонную, а круглогодичную занятость, так, например, многие гиды из стран северного полушария работают зимой в Южной Америке или Новой Зеландии, а местные гиды наоборот.
Обучение профессии осуществляется в национальных школах горных гидов, наиболее известной и престижной из которых является ENSA — Ecole Nationale de Ski et d’Alpinisme (Национальная французская школа гидов (Шамони)). Требования к абитуриентам, как и формат, стоимость и продолжительность обучения (в среднем 4-5 лет) разнятся от школы к школе, но в целом они схожи: кандидат к поступлению должен обладать мастерством работы на любом горном рельефе на уровне кмс—мс (по российской квалификации) и высоким уровнем горнолыжной подготовки. В перечень обязательных дисциплин, входящих в программы обучения профессиональные горных гидов, входят лавинная подготовка (на экспертном уровне), горноспасательная подготовка, медицинская подготовка, инструкторская подготовка (с изучением основ педагогики и психологии) и др., в том числе иностранный язык.
Типовыми задачами годных гидов при сопровождении клиента/клиентов являются:
- восхождения по классическим маршрутам средних (обычно) категорий сложности;
- хели-ски/курсы горной и горнолыжной подготовки;
- организация альпинистских экспедиций в любые горные районы мира;
- индивидуальная/групповая инструкторская работа;
- обеспечение безопасности при организации спортивных/научных экспедиций в труднодоступные горные районы мира;
- треккинговые программы и пр.[5].

## Топ 10 горных гидов всех времён

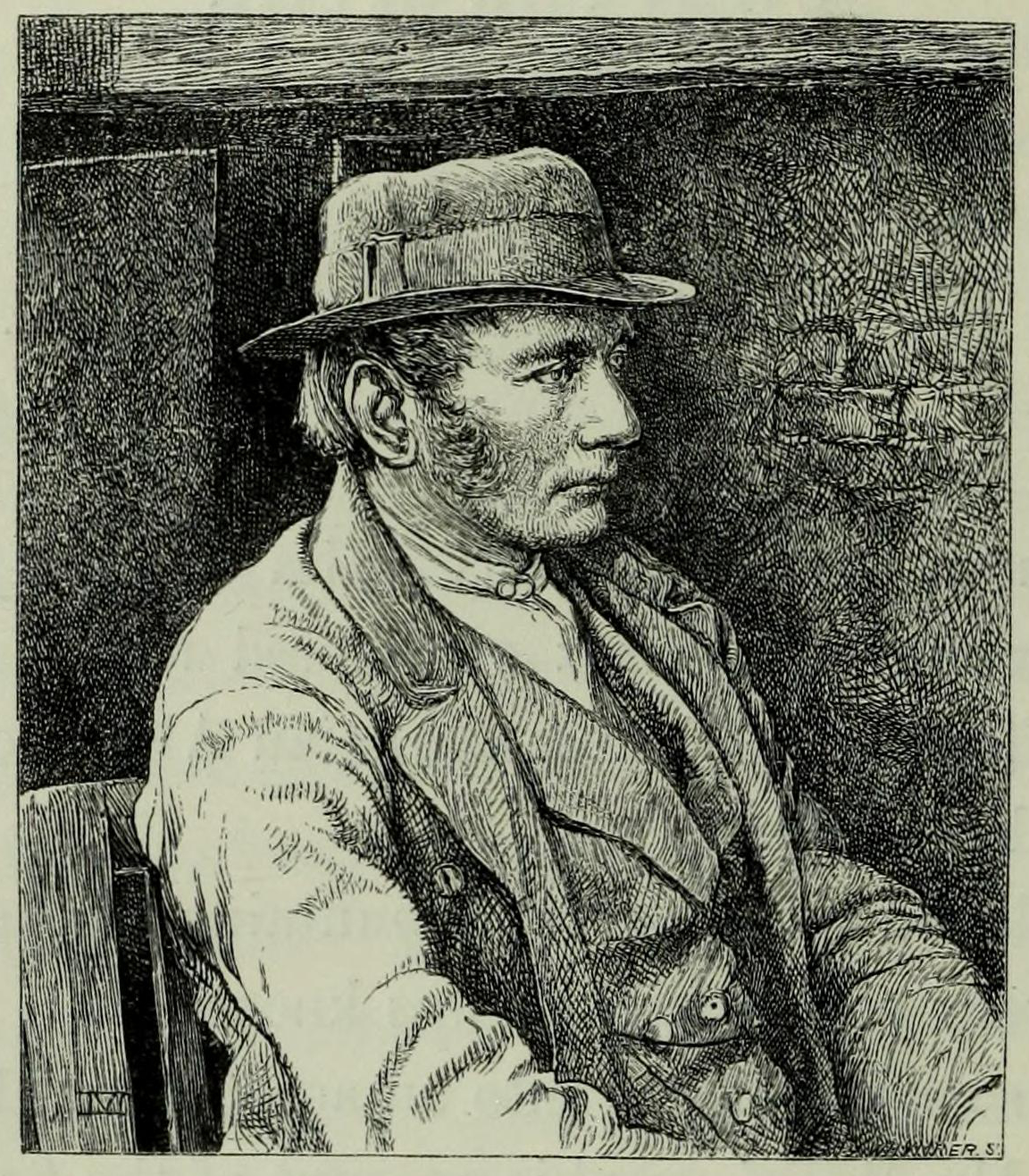
Кристиан Альмер

Рейтинг составлен по данным «Тhe Mountain Encyclopedia»:
1. Анджело Дибона (1879—1956), Италия;
2. Кристиан Альмер (1826—1898), Швейцария;
3. Гастон Ребюффа (1921—1985), Франция;
4. Жан-Антуан Каррель (1829—1890), Италия, погиб на Маттерхорне;
5. Иоганн Цумтаугвальд (1826—1900), Швейцария;
6. Лионель Террай (1921—1965), Франция, погиб на Арет-дю-Жербье[фр.];
7. Маттиас Цурбригген (1856—1917), Швейцария;
8. Мельхиор Андерегг (1828—1914), Швейцария;
9. Мишель Кро (1830—1865), Франция, погиб на Маттерхорне;
10. Вернон Теджас[англ.] (1953), США.

## Комментарии
1. ↑  Авария получила известность как «Hamel accident»
2. ↑  Италия (1965), Франция (1965), Швейцария (1965), Австрия (1965), Германия (1969), Канада (1973), Великобритания (1977), Новая Зеландия (1981), Норвегия (1982), Перу (1990), Япония (1991), Испания (1994), Словакия (1996), Словения (1997), Швеция (1997), США (1997), Польша (2000), Боливия (2004), Аргентина (2005), Греция (2005), Чехия (2006), Непал (2012), Эквадор (2017), Кыргызстан (2017)[10][11]
3. ↑  Российская Ассоциация горных гидов (АГГР/RMGA) (юр. РОО «Ассоциация горных гидов») была создана в 2011 году. В том же году по инициативе Федерации альпинизма России была открыта Национальная школа горных гидов, обучение (сертификация) в которой проходит по программе, разработанной на основе стандартов Канадской ассоциации (ACMG) и IFMGA[12][13]. В 2018 году на Генеральной Ассамблее IFMGA Россия была принята в кандидаты на вступление в IFMGA[14].